# Rockerilla
("Storia della critica rock italiana" di Mario Ruobbi dal sito Scaruffi.com)
Rockerilla è una rivista musicale italiana fondata nel 1978 a Cairo Montenotte. La rivista è stata, secondo molti, una delle più importanti riviste musicali di rock alternativo per un ventennio dal periodo new wave e punk rock in poi.

## Storia della rivista

### 1975: Radio Cairo 103 e le origini diRockerilla
È tra il 1974 ed il 1976 che in seguito ad una sentenza della Corte Costituzionale, nasce in Italia il fenomeno delle radio libere, che molto spesso diedero voce ad importanti movimenti musicali e politici di quel periodo. Radio Alice di Bologna, Radio Onda Rossa nel Lazio o Radio Popolare in Lombardia diedero spesso spazio, sia alle istanze del Movimento del '77, che alle nuove tendenze musicali che si sviluppavano in Italia e nel mondo. In questo contesto, nel 1975 a Cairo Montenotte, in provincia di Savona, venne fondata Radio Cairo 103, nella quale videro gli esordi, sul finire del 1976, i due redattori Beppe Badino e Sandro Priarone, che alle precedenti programmazioni, incentrate sul rock degli anni '60 e sul rock progressivo, iniziarono ad aggiungere le nuove sonorità del punk rock e della new wave con selezioni che vedevano brani di Clash, Sex Pistols, Damned, The Jam, Ramones, Television, Pere Ubu, Patti Smith. Fu in questi anni, che i due, appoggiati da altre figure coinvolte in Radio Cairo 103, iniziarono a concepire una fanzine che andasse a colmare la mancanza di attenzione rivolta a questi generi dalla stampa ufficiale e di settore italiana. Un nucleo iniziale che lavorò al progetto della fanzine vedeva Mariano Basano, che nella radio trattava soprattutto rock and roll e Rockabilly, oltre a Mauro Alfei e Simona Giannotti

### 1978: La nascita diRockerilla
L'idea del nome della rivista fu una elaborazione del titolo dell'album Parkerilla di Graham Parker & The Rumor. Rockerilla nasce quindi nel 1978 dall'incontro di questo prototipo redazionale con Gian Paolo Carlini, che ne fu il primo direttore responsabile, con l'intento di creare una fanzine semiprofessionale che parlasse di gruppi e sonorità underground e di difficile reperibilità. Se infatti da una parte la stampa di settore italiana era spesso più che altro concentrata sui grandi nomi della musica rock e pop, dall'altra parte questo tipo di sonorità venivano spesso trattate da fanzine e pubblicazioni amatoriali. Nell'ottobre di quell'anno uscì dalla Tipografia La Stampa di Savona, il primo numero della rivista: 16 pagine al costo di 500 lire e con una tiratura di 2000 copie. Nella redazione vi erano, oltre a Gian Paolo Carlini, anche Mauro Alfei, Beppe Badino, Mariano Basano, Sandro Priarone, Mauro Rota e Paolo Tessore. La copertina era dedicata ad Eddie Cochran, mentre gli articoli trattavano di Clash, Patti Smith, Only Ones, Magazine, Syd Barrett, Bo Diddley, Talking Heads e Dire Straits.
Nel giro di pochi numeri la fanzine vide una distribuzione che comprendeva le città di Genova, Savona, Torino, Milano, Bologna e Sanremo, la rete di edicole Co.Ves delle stazioni ferroviarie, ed una trentina di negozi di dischi di musica underground della nazione, esaurendo così le copie dei primi numeri in tempi molto brevi e convincendo così il gruppo a diventare presto una vera e propria rivista.

### 1980:Rockerillamagazine
È con il numero del gennaio del 1980 che Rockerilla passa dall'essere una fanzine molto ben organizzata, ad un vero e proprio magazine, con un ampliamento sia redazionale che della rivista stessa. La riorganizzazione comprendeva ora una rivista di 36 pagine fatta da una redazione composta da Mauro Alfei, Ugo Bacci, Beppe Badino, Mariano Basano, Sandro Priarone, Beppe Riva, Mario Rivera, Claudio Sorge, Paolo Tessore, Gino Tozzini ed una serie di collaboratori che diventeranno poi alcune delle firme storiche, come Cesare Barani, Maurizio Bianchi,  o Alberto Campo, ma anche altri come M. Grazia Baccino, Massimo Buda, Laura Du Plenty, Simona Giannotti, Pietro Noè, Fabio Nosotti, Sandra Bordigoni, Marco Regali, Alvise Riccioli, Elena Riva, Marc Robine, Franco Scarpa, Tracy Sirotti.
È invece nel 1981 che la rivista assume una tiratura regolare di 25 000 copie in tutte le edicole italiane, con una distribuzione curata dalla milanese Messaggerie Periodici SpA.
Ad essa hanno collaborato, fra gli altri, Piero Scaruffi, Riccardo Bertoncelli e Guido Chiesa.
Secondo Federico Guglielmi, all'inizio degli anni '80 era la rivista più seguita dagli appassionati di nuove tendenze rock.
Ha trattato generi di new wave, hard rock-heavy metal, punk, grunge.